# N.E.C. in het seizoen 1974/75
Het seizoen 1974/1975 was het 21e jaar in het bestaan van de Nijmeegse betaaldvoetbalclub N.E.C.. De club kwam uit in de Eerste divisie en eindigde daarin op de eerste plaats, dit betekende dat de club rechtstreeks promoveerde naar de Eredivisie. Tevens deed de club mee aan het toernooi om de KNVB beker, hierin werd in de eerste ronde, na verlenging, verloren van FC Groningen (2–3).

## Wedstrijdstatistieken

### Eerste divisie
|       | SC Amersfoort | FC Den Bosch '67 | SC Cambuur | FC Dordrecht | Eindhoven | Fortuna SC | FC Groningen | Heerenveen | Helmond Sport | SC Heracles '74 | PEC Zwolle | SVV   | Veendam | Vitesse | FC Vlaardingen '74 | Volendam | FC VVV | Willem II |
| ----- | ------------- | ---------------- | ---------- | ------------ | --------- | ---------- | ------------ | ---------- | ------------- | --------------- | ---------- | ----- | ------- | ------- | ------------------ | -------- | ------ | --------- |
| Thuis | 0 – 1         | 3 – 1            | 1 – 0      | 4 – 0        | 2 – 2     | 2 – 0      | 2 – 0        | 0 – 0      | 0 – 0         | 2 – 2           | 3 – 0      | 4 – 0 | 0 – 0   | 2 – 0   | 1 – 0              | 1 – 0    | 1 – 1  | 0 – 0     |
| Uit   | 1 – 1         | 1 – 1            | 0 – 0      | 1 – 2        | 1 – 2     | 0 – 1      | 2 – 1        | 2 – 1      | 2 – 2         | 0 – 0           | 0 – 0      | 1 – 1 | 0 – 4   | 3 – 3   | 0 – 0              | 1 – 1    | 1 – 1  | 0 – 1     |

### KNVB beker
| 1e ronde                                       | N.E.C.                            | 2 – 3 (0 – 2, 2 – 2) Na verlenging | FC Groningen                               |
| 6 oktober 1974 Plaats: Nijmegen Goffertstadion | Herman Gerdsen 54' Piet Kamps 81' |                                    | 23', 102' Peter Eimers 24' Henk Oosterwold |

## Statistieken N.E.C. 1974/1975

### Eindstand N.E.C. in de Nederlandse Eerste divisie 1974 / 1975
| Stand | Gespeeld | Gewonnen | Gelijk | Verloren | Punten | Doelpunten voor | Doelpunten tegen |
| ----- | -------- | -------- | ------ | -------- | ------ | --------------- | ---------------- |
| 1e    | 36       | 15       | 18     | 3        | 48     | 50              | 23               |

### Topscorers
| #      | Naam               | Goal |
| ------ | ------------------ | ---- |
| 1.     | Jan Hoogendoorn    | 13   |
| 2.     | Manfred Priewe     | 7    |
| 3.     | Herman Gerdsen     | 5    |
| 3.     | Janusz Kowalik     | 5    |
| 3.     | Wim Meijers        | 5    |
| 6.     | Cees Kornelis      | 3    |
| 6.     | Ad Mellaard        | 3    |
| 8.     | John Frandsen      | 2    |
| 8.     | Ben Gerritsen      | 2    |
| 8.     | Piet Kamps         | 2    |
| 8.     | Eugène Marijnissen | 2    |
| 12.    | Jan Peters         | 1    |
| Totaal | Totaal             | 50   |

| #      | Naam           | Goal |
| ------ | -------------- | ---- |
| 1.     | Herman Gerdsen | 1    |
| 1.     | Piet Kamps     | 1    |
| Totaal | Totaal         | 2    |

## Voetnoten
SC Amersfoort ·
FC Den Bosch '67 ·
SC Cambuur ·
FC Dordrecht ·
Eindhoven ·
Fortuna SC ·
FC Groningen ·
Heerenveen ·
Helmond Sport ·
Heracles ·
N.E.C. ·
PEC Zwolle ·
SVV ·
SC Veendam ·
Vitesse ·
FC Vlaardingen '74 ·
Volendam ·
FC VVV ·
Willem II